# Lunatic Harness
Lunatic Harness es el cuarto álbum del músico británico del estilo intelligent dance music, Mike Paradinas. Fue lanzado el 29 de julio de 1997, en Astralwerks record label. Es la continuación de In Pine Effect.

## Listado de canciones
1. "Brace Yourself Jason" – 6:22
2. "Hasty Boom Alert" – 5:15
3. "Mushroom Compost" – 3:19
4. "Blainville" – 3:40
5. "Lunatic Harness" – 6:05
6. "Approaching Menace" – 7:01
7. "My Little Beautiful" – 6:39
8. "Secret Stair, Pt. 1" – 4:16
9. "Secret Stair, Pt. 2" – 5:00
10. "Wannabe" – 6:49
11. "Catkin and Teasel" – 4:36
12. "London" – 6:11
13. "Midwinter Log" – 6:38

- Datos: Q2606033